# Milan Ivanović
Milan Ivanović (Sivac, 21 de dezembro de 1960) é um ex-futebolista profissional sérvio naturalizado australiano, que atuava como defensor.

## Carreira
Milan Ivanović se profissionalizou no Crvenka.

## Seleção
Milan Ivanović integrou a Seleção Australiana de Futebol na Copa das Confederações de 1997.

## Títulos
Austrália
- Copa das Nações da OFC: 1996
- Copa das Confederações: Vice - 1997